# Franck Kom
Franck Kom, né le 18 septembre 1991, est un footballeur international camerounais. Il évolue au poste de milieu défensif.

## Biographie

### En club
Franck Kom commence sa carrière de footballeur avec le club camerounais de la Panthère du Ndé.
Lors du mois d'octobre 2011, il effectue un essai en faveur du Stade rennais, avec son coéquipier Junior Mengolo. L'essai s'avère non concluant pour les deux joueurs.
En janvier 2012, il s'engage avec l'équipe tunisienne de l'Étoile sportive du Sahel, en compagnie de son compatriote Junior Mengolo,.
Le 20 juin 2016 ,il est transféré vers le club allemand de Karlsruher SC. Le contrat du joueur l'engage avec le club de deuxième division allemande pour 4 saisons et pour une somme avoisinant les deux millions de dinars.
Le 6 juillet 2017, il signe pour 3 saisons à l'Espérance sportive de Tunis.
Après deux saisons au cours desquelles il a remporté cinq titres sous les couleurs Sang et Or dont deux Ligue des champions de la CAF, Franck Kom s'engage avec Al-Rayyan SC pour une somme de 3,16 millions d'euros.

### En sélection
Franck Kom participe à la Coupe d'Afrique des nations junior 2011 avec l'équipe "espoir" du Cameroun. Son équipe termine finaliste de l'épreuve, derrière le Nigeria.
Avec la même sélection, il prend part à la Coupe du monde des moins de 20 ans 2011 qui se déroule en Colombie. Le Cameroun s'arrête au stade des huitièmes de finale, en étant battu par le Mexique.
Franck Kom participe également au Championnat d'Afrique des nations 2011 qui a lieu au Soudan. Le Cameroun atteint les quarts de finale de la compétition.
En une seule saison, Franck Kom a la particularité de disputer la Coupe Cemac au Congo, le Championnat d'Afrique des nations au Soudan, la Coupe d'Afrique des nations junior en Afrique du Sud et la Coupe du monde des moins de 20 ans en Colombie, sans oublier les Jeux africains à Maputo.
Il est sélectionné pour la première fois en septembre 2014 en équipe fanion du Cameroun pour les qualifications de la CAN 2015. Il jouera son premier match contre la Côte d'Ivoire de Yaya Touré et le Cameroun remporte 4 buts contre 1.

## Clubs successifs
- 2009- janv. 2012 : Panthère du Ndé (Cameroun)
- janv. 2012-2016 : Étoile sportive du Sahel (Tunisie)[11],[12]
- 2016-2017 : Karlsruher SC (Allemagne)
- Depuis 2017 : Espérance sportive de Tunis (Tunisie)

## Palmarès
- Finaliste de la Coupe d'Afrique des nations junior 2011 avec le Cameroun
- Vainqueur de la Coupe de Tunisie de football 2011-2012 avec l'Étoile Sportive du Sahel
- Vainqueur de la  Coupe de Tunisie de football 2013-2014 avec l'Étoile Sportive du Sahel
- Vainqueur de la  Coupe de Tunisie de football 2014-2015 avec l'Étoile Sportive du Sahel
- Vainqueur de la  Coupe de la confédération 2015 avec l'Étoile Sportive du Sahel
- Vainqueur du Championnat de Tunisie en 2016 avec l'Étoile Sportive du Sahel, 2018 et 2019 avec l'Espérance sportive de Tunis
- Vainqueur du Championnat arabe des clubs 2016-2017 avec l'Espérance sportive de Tunis
- Vainqueur du Ligue des champions de la CAF (2) : 2018, 2019 avec l'Espérance sportive de Tunis
- Vainqueur de la Supercoupe de Tunisie en 2019 avec l'Espérance sportive de Tunis